# Trélévern
Trélévern é uma comuna francesa na região administrativa da Bretanha, no departamento Côtes-d'Armor. Estende-se por uma área de 6,93 km². Em 2010 a comuna tinha 1 276 habitantes (densidade: 184,1 hab./km²).